# 公主嶺南駅
公主嶺南駅（こうしゅれいみなみえき）とは、中華人民共和国吉林省長春市公主嶺市に位置する哈大旅客専用線の駅。

## 歴史
- 2012年12月1日　開業。

## 隣の駅
中華人民共和国鉄道部
哈大旅客専用線
長春西駅 - 公主嶺南駅 - 四平東駅
座標: 北緯43度28分15秒 東経124度48分36秒 / 北緯43.47086度 東経124.81004度